# MadeinTYO
MadeinTYO, pseudonimo di Malcolm Jamaal Davis (Honolulu, 12 aprile 1992), è un rapper e compositore statunitense.
È noto soprattutto per il suo singolo di debutto Uber Everywhere estratto dal suo mixtape You Are Forgiven.

## Biografia
Malcolm Jamaal Davis è nato il 12 aprile 1992 a Honolulu, nelle Hawaii. Cresciuto come figlio di militare, si spostò e andò a vivere con la sua famiglia in zone come la California, la Virginia e il Texas, prima di passare il resto della sua adolescenza a Yokosuka, Kanagawa, terminando il liceo alla Nile C. Kinnick High School giapponese. Davis è stato ispirato a scrivere musica dopo aver visto suo cugino produrre musica nella sua stanza mentre viveva a Washington, D.C.
Dopo il liceo, Davis è tornato ad Atlanta, in Georgia, con suo fratello maggiore, il rapper Robert "24hrs" Davis (precedentemente conosciuto come Royce Rizzy).
Il 26 febbraio 2016, MadeinTYO ha pubblicato il suo singolo di debutto Uber Everywhere tramite la Commission Music and Private Club Records. La canzone ha raggiunto il picco alla posizione numero 51 della Billboard Hot 100 e la decima posizione sulla radio urbana. La versione ufficiale del remix della canzone include il rapper americano Travis Scott. Il singolo è stato infine certificato disco di platino dalla Recording Industry Association of America (RIAA). I suoi singoli successivi I Want e Skateboard P sono stati certificati oro e platino sempre dalla RIAA.
Ad aprile 2016, MadeinTYO ha pubblicato il suo mixtape di debutto You Are Forgiven. È stato commercializzato su iTunes nel mese di agosto 2016. You Are Forgiven ha raggiunto l'apice alla posizione numero 122 della classifica Billboard 200. Secondo Business Insider, MadeinTYO è stato uno dei cinque artisti più ascoltati del 2016 su Spotify. MadeinTYO ha rilasciato due EP, 24Hrs In Tokyo (in collaborazione con suo fratello 24hrs) e True's World, rispettivamente nel 2016 e nel 2017.
Nel 2017, MadeinTYO è stato inserito nella freshman class 2017 di XXL.
Il 1º giugno 2018, MadeinTYO ha rilasciato il singolo Ned Flanders con il rapper ASAP Ferg.
Il 26 ottobre 2018 ha pubblicato il suo album in studio di debutto chiamato Sincerely, Tokyo.
Il 30 ottobre 2020 pubblica il singolo All I Need (MadeinTYO), in collaborazione con J Balvin.

## Discografia

### Album in studio
- 2018 – Sincerely, Tokyo

### Mixtape
- 2016 – You Are Forgiven
- 2016 – Thank You, Mr. Tokyo
- 2018 – I Bet You Get This All the Time

### EP
- 2016 – 24Hrs In Tokyo
- 2017 – True's World

### Singoli
- 2020 - Bet Uncut